# Orthosilicate de sodium
Ne doit pas être confondu avec Silicate de sodium ou Pyrosilicate de sodium.
L'orthosilicate de sodium est un composé chimique de formule Na4SiO4. Il s'agit du sel de sodium et d'acide orthosilicique H4SiO4,,.
L'orthosilicate de sodium a été envisagé pour une utilisation comme additif réduisant la tension interfaciale lors de l'inondation des champs de pétrole par l'eau afin d'améliorer l'extraction du pétrole. En laboratoire, il s'est avéré plus efficace que l'hydroxyde de sodium NaOH pour certains types de pétrole.
L'orthosilicate de sodium stabilise les couches minces de ferrate comme traitement anticorrosion à la surface des pièces en fer et en acier.